# Clairvius Narcisse
Clairvius Narcisse (2 de janeiro de 1922 - 1994) foi um homem haitiano que afirmou ter sido transformado em zumbi por um vodu haitiano e forçado a trabalhar como escravo.
Narcisse se internou no Hospital Schweitzer (operado por equipe médica americana) em Deschapelles, Haiti, em 30 de abril de 1962. Ele estava com febre e fadiga, e cuspia sangue.  Os médicos não encontraram nenhuma explicação para seus sintomas, que gradualmente pioraram até que ele morreu três dias depois. Ele foi declarado morto e mantido em câmara fria por cerca de um dia antes do enterro.
Em 1980, um homem que se identificou como Clairvius Narcisse abordou Angelina Narcisse na cidade de L'Estère e disse que ele era seu irmão falecido, convencendo-a e a vários outros moradores usando um apelido de infância e compartilhando informações familiares íntimas. Ele alegou que estava consciente, mas paralisado durante sua suposta morte e sepultamento, e posteriormente foi removido de seu túmulo e forçado a trabalhar em uma plantação de açúcar.
Uma hipótese para o relato de Narcisse era que ele havia recebido uma combinação de substâncias psicoativas (muitas vezes a tetrodotoxina do veneno do baiacu paralisante e a forte e delirante Datura), que o deixou indefeso e aparentemente morto.
O maior defensor dessa possibilidade foi Wade Davis, um estudante graduado em etnobotânica na Universidade de Harvard, que publicou dois livros populares baseados em suas viagens e ideias durante e imediatamente após seu treinamento de graduação.
No entanto, os exames científicos subsequentes (usando ferramentas de química analítica junto com a revisão crítica de relatórios anteriores) falharam em apoiar a presença dos alegados compostos farmacologicamente ativos essenciais na suposta preparação zumbi, que era central para os fenômenos e mecanismos relatados por Davis.